# Anosia intensa
Anosia intensa är en fjärilsart som beskrevs av Moore 1883. Anosia intensa ingår i släktet Anosia och familjen praktfjärilar. Inga underarter finns listade i Catalogue of Life.